# God Only Knows
God Only Knows è l'ottava traccia dell'album Pet Sounds ed una delle canzoni più celebri del gruppo musicale pop rock statunitense The Beach Boys.
Il brano fu composto e prodotto da Brian Wilson, con il testo di Tony Asher, e la principale parte vocale interpretata da Carl Wilson. L'11 luglio 1966 God Only Knows venne pubblicata anche come singolo, come B-side del 45 giri Wouldn't It Be Nice.

## Descrizione
Il brano ha la peculiarità di essere uno dei primi ad utilizzare la parola God (Dio) nel proprio titolo. La canzone rappresenta anche una svolta più tecnica e sofisticata rispetto alla precedente produzione dei Beach Boys, e di qualunque altro gruppo pop dell'epoca, in particolar modo per la sua struttura melodica e per l'armonizzazione vocale dei cori. Nell'introduzione del brano è possibile sentire alcuni strumenti piuttosto inusuali per il genere, come il clavicembalo ed il corno.
Tony Asher ha notato l'ironia di come quella che è considerata una delle più celebri canzoni d'amore della musica pop, cominci con la frase: «I may not always love you» ("Io potrei non amarti per sempre"), benché in seguito tale affermazione venga smentita nel testo.
La rivista Mojo ha posizionato God Only Knows alla tredicesima posizione della classifica delle più grandi canzoni di tutti i tempi. Pitchfork l'ha nominata la più grande canzone degli anni sessanta. Inoltre il brano è alla posizione 11 della Lista delle 500 migliori canzoni stilata dalla rivista Rolling Stone.
Paul McCartney ha espresso in diverse occasioni il suo apprezzamento verso la canzone, citando il brano come il suo preferito di ogni tempo.

### Ispirazione

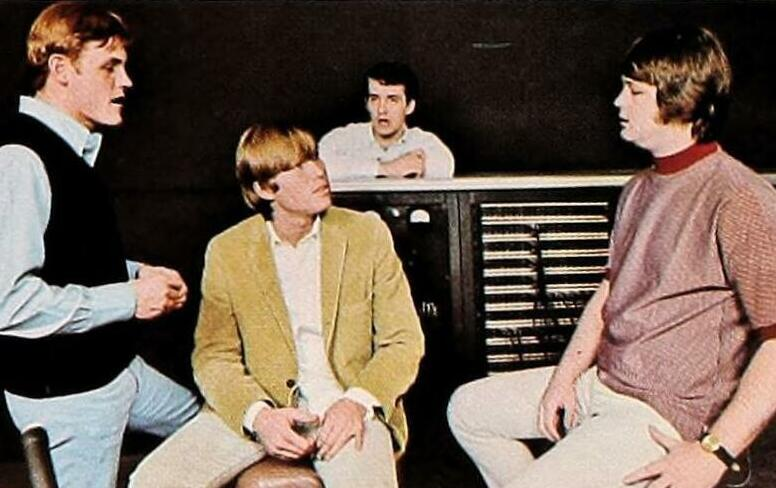
I Beach Boys nel 1966

God Only Knows è una delle varie canzoni che Brian Wilson e Tony Asher scrissero per l'album Pet Sounds dei Beach Boys. Asher ritenne che si trattasse della collaborazione più spontanea della coppia, ricordando che Wilson "ha dedicato più tempo a perfezionare la parte strumentale di quanto ne abbiamo dedicato noi a scrivere i testi!" Ricordando God Only Knows, Wilson ammise di non aver mai scritto prima quel tipo di canzone e spiegò: «Penso che Tony abbia avuto un'influenza musicale su di me in qualche modo. Dopo circa dieci anni, ho iniziato a rifletterci più a fondo [...] E ricordo che parlava dello standard del 1944 Stella by Starlight e che nutriva un certo amore per le canzoni classiche». Asher concordò sul fatto di avere ispirato Wilson a scrivere la canzone.

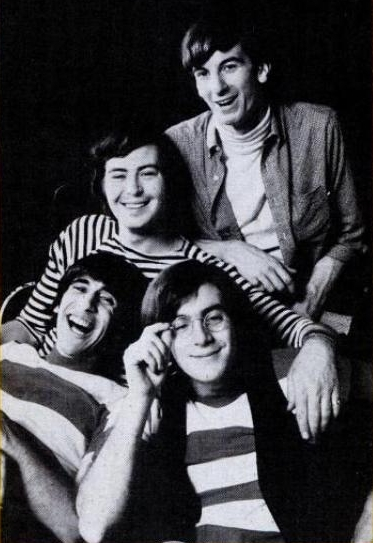
Il successo del 1965 You Didn't Have to Be So Nice dei The Lovin' Spoonful fu una delle possibili influenze per la composizione della canzone

Nella sua biografia Wouldn't It Be Nice: My Own Story del 1991, Wilson affermò che la melodia di God Only Knows derivava da "una canzone di John Sebastian che aveva sentito". Quando venne riferita loro questa informazione, Asher e Sebastian dichiararono di non essere a conoscenza di tale collegamento. Il biografo Mark Dillon ha ipotizzato che l'ispirazione di Wilson sia stata probabilmente la stratificazione vocale di You Didn't Have to Be So Nice, un recente successo della band di Sebastian, i Lovin' Spoonful. In aggiunta, Wilson aveva visto il gruppo in concerto nel dicembre 1965 al locale notturno "The Trip" di Los Angeles. In successive interviste, Wilson disse di avere scritto God Only Knows come tentativo di raggiungere il livello qualitativo dei pezzi inclusi nell'album Rubber Soul dei Beatles (pubblicato nel dicembre 1965). Secondo il suo ricordo, era sotto l'effetto della marijuana e fu "così colpito" dall'album che si sedette al pianoforte e iniziò a scrivere la canzone.
Interrogato circa Pet Sounds in varie interviste, frequentemente Wilson enfatizzò le qualità spirituali dell'album, dicendo che aveva tenuto delle sessioni di preghiera con suo fratello Carl e "in un certo senso aveva reso [l'album] una cerimonia religiosa." All'epoca della composizione del brano, egli era sposato con la cantante Marilyn Rovell. Scrivendo nel suo libro sull'album, Jim Fusilli ha notato una frase conclusiva che Wilson aveva scritto una volta a sua moglie nel 1964: «Yours 'til God wants us apart» ("Tuo finché Dio non ci vorrà separati"). Nel corso di un'intervista radiofonica del 1976, Wilson disse che la canzone non era stata scritta per nessuno in particolare.

### Testo

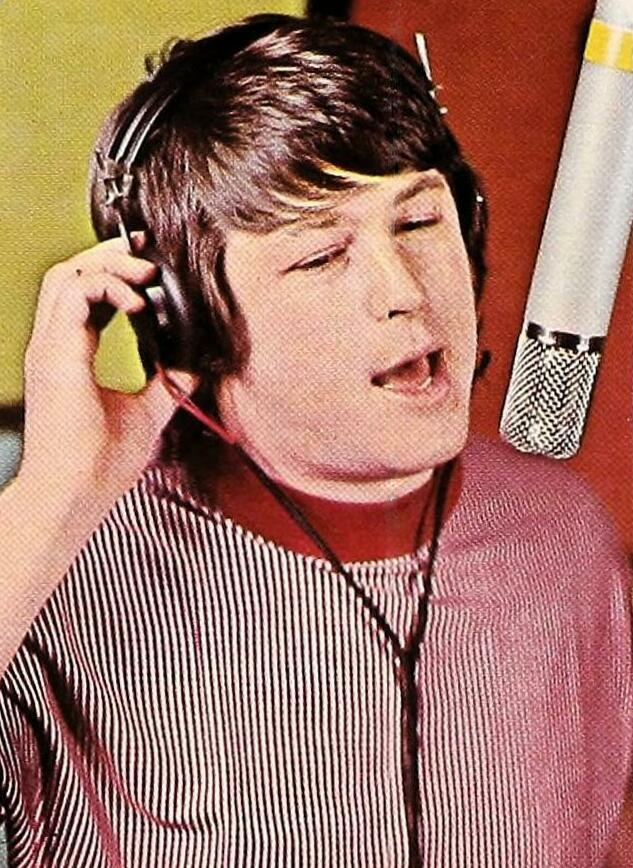
Brian Wilson durante le sessioni di Pet Sounds (1966)

All'epoca in cui la canzone fu scritta, fare riferimento a "Dio" in un titolo o in un testo era generalmente considerato un tabù per la musica pop, e c'era stato almeno un caso recente in cui un disco era stato bandito dalle radio perché conteneva parole come "inferno" o "dannato". Asher disse che lui e Wilson ebbero "lunghe discussioni" circa il testo della canzone, "perché a meno che tu non fossi Kate Smith e non stessi cantando God Bless America, nessuno pensava che potessi nominare Dio in una canzone". [...] Egli aggiunse: «Non ci avrebbero mai mandato in onda». Credeva che Wilson avesse accettato il titolo dopo che altre persone gli avevano detto che si trattava di "un'opportunità per andare davvero oltre [perché] avrebbe causato qualche controversia, cosa che a lui non dispiaceva".
Nel testo, il narratore anticipa la dissoluzione della sua relazione romantica e afferma che la vita senza il proprio amore poteva essere compresa solo da Dio. L'ingannevole verso iniziale: «I may not always love you» ("potrei non amarti per sempre") fu oggetto di un'altra discussione tra i due cantautori. Secondo Asher: «Mi piaceva quel colpo di scena e lottai per iniziare la canzone in quel modo. Lavorando con Brian, non ho dovuto lottare molto, ma ero certamente disposto a lottare per la fine di quel brano». Nel verso successivo, il narratore rassicura l'amante che resteranno insieme "finché ci saranno stelle sopra di noi". Marilyn, moglie di Brian all'epoca, interpretò le prime righe del testo come autobiografiche dal punto di vista di Wilson: «Sapeva che ero lì e che non lo avrei mai lasciato, quindi sapeva che avrebbe anche potuto abusare di me, anche se non ci provava. Non sono mai stata la numero uno, ero sempre al secondo o al terzo posto. Ma se me ne fossi andata in qualche modo, lui si sarebbe sconvolto completamente».
Tra tutte le canzoni di Pet Sounds, God Only Knows è la più ambigua dal punto di vista lirico. Alcuni commentatori hanno talvolta attribuito tendenze suicide al protagonista della canzone. Nella seconda strofa, il narratore dichiara che "la vita andrebbe avanti comunque... se mai mi lasciassi", ma se questa eventualità dovesse verificarsi, allora "a cosa mi servirebbe vivere?". L'implicazione suggerita è che avrebbe concluso la sua vita senza la sua amante, un'interpretazione che però Asher respinse dicendo che non era stata intesa così né da lui né da Wilson. Tra le altre interpretazioni, lo scrittore James Perone, che definì la canzone "una delle espressioni d'amore più insolite in una canzone pop degli anni '60", ritiene che ci sia "un indizio che parte dell'"amore" [del personaggio] possa essere egoistico e parte di un ciclo di dipendenza tossica." Più semplicemente, Cash Box descrisse il brano come "un'ode tenera e romantica, che si muove lentamente, su un ragazzo così innamorato che non pensa di poter andare avanti senza la sua ragazza."
Asher affermò che il significato voluto del testo della canzone era: "Ti amerò finché il sole non brucerà, poi me ne andrò", ergo "ti amerò per sempre". Wilson disse che la canzone si basava sull'"essere ciechi, ma essendo cieco puoi vedere di più. Chiudi gli occhi; sarai in grado di vedere un posto o qualcosa che sta accadendo".

### Registrazione
La sezione strumentale della canzone venne registrata il 10 marzo 1966, allo studio Western Recorders, di Hollywood, in California. Ci vollero 20 take prima di ottenere la versione master definitiva approvata da Brian. Secondo quanto riferito da Brian Wilson stesso, molti dei musicisti che presenziarono alla seduta di incisione di God Only Knows affermarono che quella sessione era stata "l'esperienza musicale più magica e stupenda a cui avessero mai partecipato". Sempre secondo Wilson, in studio erano presenti 23 musicisti durante la registrazione di God Only Knows, anche se solo 16 sono quelli accreditati sul disco come partecipanti ufficiali. All'epoca, la presenza di 23 musicisti era un fatto eclatante per un disco di musica pop.
La traccia vocale fu registrata tra il marzo e l'aprile del '66 ai Columbia Studios. Il brano contiene tre voci. Carl Wilson è la voce solista principale, mentre Brian Wilson e Bruce Johnston cantano nei cori di sottofondo. Brian utilizzò la tecnica produttiva del double-tracking sulla voce di Carl, in modo da raddoppiare la traccia vocale e permettergli di dare l'impressione che stesse cantando contemporaneamente le stesse parti due volte, per donare alla registrazione un "sound" più ricco e saturo.

## Pubblicazione
God Only Knows fu pubblicata il 14 maggio 1966, come prima traccia della seconda facciata dell'LP Pet Sounds. Nel recensire l'album, Disc & Music Echo si riferì alla canzone definendola "una vera gemma con la sua atmosfera da inno." Norman Jopling di Record Mirror scrisse che il pezzo aveva un "sapore salvifico che però non convertirà nessuno." Spencer Davis, frontman dello Spencer Davis Group, lodò la canzone definendola la "traccia migliore del disco" in un'indagine contemporanea condotta da Melody Maker. Dietro suggerimento di Johnston, Tony Rivers and the Castaways registrarono una versione del brano, che fu pubblicata circa una settimana prima che i Beach Boys pubblicassero la loro versione come singolo.
Brian avrebbe voluto pubblicare God Only Knows come disco solista di Carl, ma secondo lo stesso Carl, la lavorazione di Good Vibrations, che avrebbe dovuto essere il loro singolo successivo, non stava andando come Brian voleva. Dovevano quindi pubblicare un'altra canzone come band e così God Only Knows uscì come singolo dei Beach Boys. Il 18 luglio la canzone fu pubblicata come lato B del singolo Wouldn't It Be Nice negli Stati Uniti. I conduttori radiofonici alla fine esitarono ad aggiungere la canzone alle loro programmazioni a causa della parola "Dio" nel testo e nel titolo, per non creare polemiche. Record World recensì la canzone come singolo e la definì una "bella ballata rock con canti a bassa voce dei Beach Boys" e "un testo d'amore significativo che gli adolescenti troveranno irresistibile." Il 24 settembre God Only Knows entrò nella classifica di Billboard separatamente dal lato A del 45 giri, alla posizione numero 39. Racconti successivi suggeriscono che la canzone sia stata bandita dalle radio in alcune parti del sud degli Stati Uniti, un'affermazione che è probabilmente falsa.

## Accoglienza
God Only Knows viene spesso elogiata come una delle più grandi canzoni mai scritte, la migliore canzone dei Beach Boys, la migliore performance vocale di Carl Wilson, e il capolavoro compositivo e produttivo di Brian Wilson. Scrivendo nel suo libro America in the Sixties (2010), lo storico John Robert Greene identificò la canzone come "una delle canzoni più complesse e belle negli annali della musica popolare americana" e le ha attribuito il merito di avere ridefinito gli standard della canzone d'amore popolare. Nel 2012 il giornalista musicale Dan Caffrey discusse che il termine "sinfonia adolescenziale dedicata a Dio", originariamente riservato all'album Smile, fosse più appropriato per God Only Knows. Egli scrisse che la canzone "ha trovato eco in generazioni di appassionati di musica semplicemente per il suo concept"; prima di concludere: "Il mondo intero l'ascolterà negli anni a venire". Nel 2021 la canzone è stata inserita in undicesima posizione nella lista "500 Greatest Songs of All Time" redatta dalla rivista Rolling Stone.
Molti cantautori, inclusi Paul McCartney e Jimmy Webb, hanno citato God Only Knows quale loro canzone preferita in assoluto.
- Paul McCartney la definì "la migliore canzone mai scritta".[37] In aggiunta, è noto che God Only Knows ispirò, in parte, Here, There and Everywhere dei Beatles.[38][39] Wilson si sentì a disagio per queste lodi e nel 1976 affermò che se l'affermazione di McCartney sulla "canzone più bella di sempre" era vera, "[allora] cosa gli restava da fare?"[40]
- Bono degli U2 osservò che la disposizione degli archi nel brano era "una dimostrazione concreta dell'esistenza degli angeli".[41]
- Barry Gibb disse che God Only Knows "gli aveva fatto scoppiare la testa": «Il mio primo pensiero è stato: oh cielo, sto sprecando il mio tempo, come posso competere con quello? Noi [i Bee Gees] ci siamo sempre confrontati con quel pezzo da allora».[41]
- Margo Guryan ha detto che la canzone l'ha ispirata a intraprendere una carriera nella musica pop invece che come pianista jazz: «Sono impazzita [quando un amico mi ha fatto sentire la canzone]. L'ho trovata semplicemente meravigliosa. Ho comprato il disco e l'ho ascoltato un milione di volte, poi mi sono seduta e ho scritto Think of Rain».[42]
- John Lennon, secondo il co-fondatore della rivista Rolling Stone Jann Wenner, diceva che la canzone gli "piaceva molto".[43]
- Pete Townshend dichiarò: «God Only Knows è semplice ed elegante ed era sorprendente quando apparve per la prima volta; ma suona perfetta ancora oggi».[41]
- A Jimmy Webb piacque l'influenza barocca insita nel pezzo e dichiarò: «Rappresenta l'intera tradizione della musica liturgica che ritengo sia una parte spirituale della musica di Brian. E il canto di Carl è praticamente al suo apice, il migliore che abbia mai ottenuto».[34]

## Cover
God Only Knows è stata reinterpretata da una grande varietà di artisti, tra i quali Andy Williams, Neil Diamond, Olivia Newton-John, Glen Campbell, David Bowie, Toni Tennille, Joss Stone, Mandy Moore, Michael Stipe, Rivers Cuomo, Michael Bublé, Avenged Sevenfold, Sting, Taylor Swift e Wilson Phillips. Nel 2007 Lyle Lovett eseguì una versione della canzone durante la cerimonia di premiazione di Wilson ai Kennedy Center Honor. Lo stesso Brian Wilson riferì in seguito che questa era stata "la migliore versione che avesse mai sentito, anche meglio di quella dei Beach Boys." Questa una lista parziale degli artisti che hanno reinterpretato la canzone negli anni:
| - P. P. Arnold - Claudine Longet - Captain & Tennille - David Bowie - Neil Diamond - Charly García e Pedro Aznar - Justin Hayward - The Real Group - The Manhattan Transfer - Olivia Newton-John - Jars of Clay - Brian Wilson - Elton John - John Wetton - Avenged Sevenfold | - Holly Cole - Mandy Moore e Michael Stipe - Jonatha Brooke - Petra Haden - John Pizzarelli - Switchfoot - Ben Kweller - Nicholas Hoult - Athlete - Luciana Souza - Jon Brion - Joss Stone - Wayne Hussey - Julia Nunes - London Symphony Orchestra - She & Him - Michael Bublé - Martin Urrutia e Juanjo Bona |

## Riferimenti culturali
La versione del brano dei Beach Boys è apparsa, nel corso degli anni, in numerose produzioni televisive e cinematografiche. God Only Knows è apparsa nel finale del film del 1997 Boogie Nights, nel film del 2002 Scooby Doo, in La mia vita senza me e nel thriller L'amore fatale. La canzone inoltre è il tema di chiusura di Love Actually, pellicola del 2003 di Richard Curtis. Nel film del 2004 Saved! compare una cover del brano. Il brano è anche la sigla di apertura della serie televisiva Big Love, ed è stata utilizzata anche nella colonna sonora del telefilm Skins e della serie televisiva The Boys.

## Musicisti
- Brian Wilson — armonie vocali e cori di sottofondo, produzione
- Carl Wilson — voce solista e cori, chitarra a dodici corde[46]
- Bruce Johnston — armonie vocali e cori di sottofondo
- Hal Blaine — batteria
- Jesse Erlich — violoncello
- Carl Fortina — fisarmonica
- Jim Gordon — percussioni
- Bill Green — flauto
- Leonard Hartman — clarinetto, clarinetto basso
- Jim Horn — flauto
- Carol Kaye — basso
- Larry Knechtel — organo Hammond[47]
- Leonard Malarsky — violino
- Jay Migliori — sax baritono
- Frank Morocco — fisarmonica
- Ray Pohlman — basso
- Don Randi — pianoforte
- Lyle Ritz — contrabbasso
- Alan Robinson — corno francese
- Sid Sharp — violino
- Darrel Terwilliger — viola